# 북부넓적코박쥐
북부넓적코박쥐(Scotorepens sanborni)는 애기박쥐과에 속하는 박쥐의 일종이다. 오스트레일리아 북부 지역과 인도네시아 그리고 파푸아뉴기니에서 발견된다.

## 특징
몸길이가 37~52mm인 작은 박쥐로 전완장은 28~36mm, 꼬리 길이는 27~39mm이다. 발 길이는 7.1~9mm, 귀 길이는 9~13mm이고 몸무게는 최대 9.1g이다.

## 생태
나무 구멍과 건물 속에서 수백 마리씩 무리를 지어 은신한다. 주로 강과 만, 수로와 길, 도시 불빛 주변 등을 따라 사냥을 한다. 먹이는 곤충 특히 모기와 각다귀이고, 땅과 수원지 위 5m 이내에서 비행을 한다. 임신한 암컷이 8월과 9월에 오스트레일리아에서 관찰되는 반면에 뉴기니에서는 12월에 보인다. 일 년에 한 번, 1~2마리의 새끼를 낳는다.

## 분포 및 서식지
웨스턴오스트레일리아주 북부 해안가와 노던준주, 퀸즐랜드 북부, 뉴기니섬 남동부, 요스 수다르소섬, 티모르섬을 따라 널리 분포한다. 해발 2,200m 이하의 습윤 열대 숲과 경엽수림, 사바나 지역에서 서식한다. 킴벌리 지역에서는 맹그로브 숲에서만 발견된다.